# Cieśnina Sardynii
Cieśnina Sardynii (wł. Canale di Sardegna) – cieśnina na Morzu Śródziemnym leżąca pomiędzy Sardynią a Tunezją. Najmniejsza szerokość wynosi 185 km, największa głębokość to ok. 1390 m.

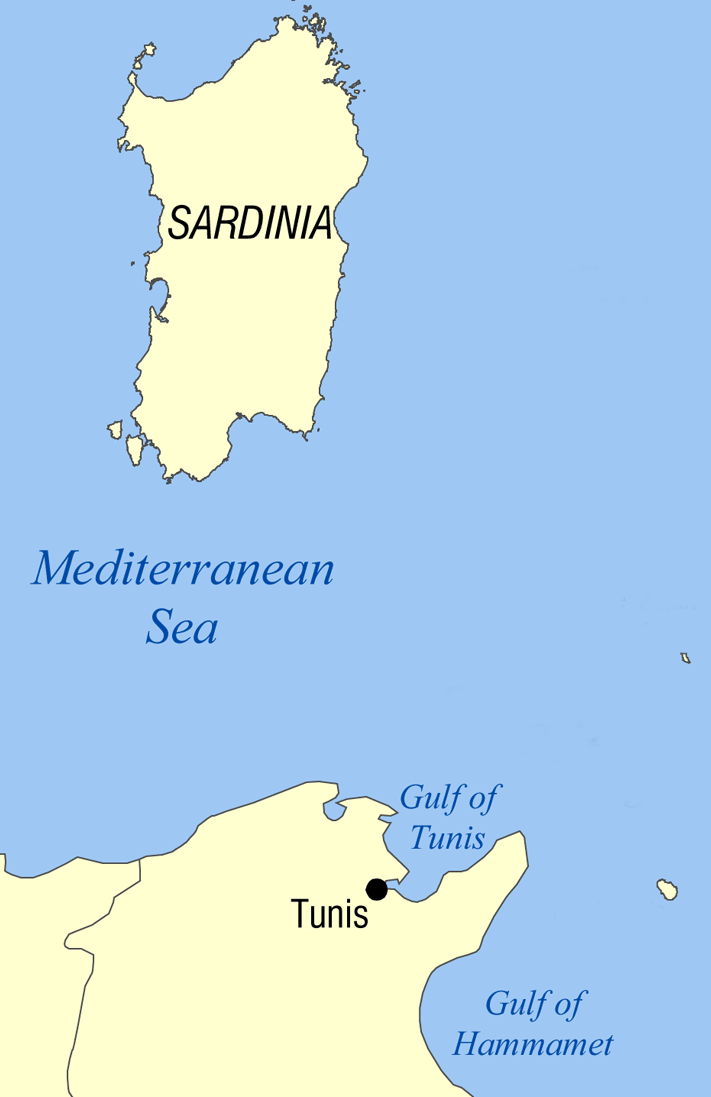
Cieśnina Sardynii

Cieśnina Sardynii łączy się z Cieśniną Sycylijską na południowym wschodzie.